# スティーヴン・オフェンバッハー
スティーヴン・オッフェンバッハー（Steven Offenbacher; 1950年12月26日 - 2018年8月9日）は、アメリカ合衆国ノースカロライナ大学歯学科（UNC School of Dentistry）の歯周医学教授。「口腔および、全身疾患センター（Center for Oral and Systemic Diseases）」のセンター長を務める、ユダヤ系の歯周医学の権威。
人々の健康と歯周病の関係など、最先端の研究をリードしており、臨床医科学者が集まるこのチームは、心血管疾患、早産、低出生体重児や糖尿病などの全身性疾患のための経口感染とリスクの関係を調べ、基礎および臨床研究に焦点を当てている。